# Gordon Cowans
Gordon Sidney Cowans (* 27. Oktober 1958 in Cornforth) ist ein ehemaliger englischer Fußballspieler. Der technisch beschlagene Mittelfeldspieler gilt als einer der besten Akteure in der Vereinsgeschichte von Aston Villa. Er gewann dort 1977 den Ligapokal, ließ 1981 die englische Meisterschaft sowie ein Jahr später den Europapokal der Landesmeister folgen und verpasste in den Spielzeiten 1979/80 bis 1982/83 kein einziges Pflichtspiel. Nach einem dreijährigen Aufenthalt in Italien beim AS Bari kehrte er nach Birmingham zurück und errang dort 1990 noch einmal die Vizemeisterschaft, bevor er bei acht Klubs in sechs Jahren (darunter war ein drittes Mal Aston Villa) seine Profikarriere ausklingen ließ.

## Sportlicher Werdegang

### Vereinskarriere

#### Aston Villa, Teil 1 (1976–1985)
Im Alter von 12 Jahren schloss sich „Sid“, wie Gordon Cowans von Freunden und Mannschaftskameraden genannt wurde, der Jugendabteilung von Aston Villa an. Cowans, der nur unweit südlich von Birmingham in Cornforth zum Welt gekommen war, unterzeichnete nach dem Ende seiner schulischen Ausbildung im April 1975 einen Ausbildungsvertrag bei den „Villans“. Noch vor seiner Beförderung zum Profispieler im September 1976 hatte er am 7. Februar 1976 gegen Manchester City (1:2) per Einwechslung sein Ligadebüt gegeben. Sein sportlicher Durchbruch folgte im Februar 1977 und er war mit dafür verantwortlich, dass die Mannschaft am Ende einen guten vierten Rang in der ersten Liga belegte (nach Platz 17 im Vorjahr) und dazu den Ligapokal gewann. Das Finale gegen den FC Everton wurde erst in einem zweiten Wiederholungsspiel entschieden und nachdem Cowans in der ersten Partie (0:0) noch ausgesetzt hatte, ersetzte er den Schotten Alex Cropley in der zweiten Begegnung (1:1 nach Verlängerung) und beide gemeinsam waren in der Drittauflage beim 3:2 in Old Trafford vertreten.
Mit den technischen Fertigkeiten des klein gewachsenen Mittelfeldspielers, den Qualitäten im Passspiel gleichsam auf kurzer und langer Distanz und der Torgefährlichkeit war er besonders ab der Saison 1979/80 maßgeblich an dem folgenden Höhenflug beteiligt. Bis zum Ende der Saison 1982/83 verpasste er nicht eines von 168 Pflichtspielen in Serie. Zum Gewinn der englischen Meisterschaft 1981 steuerte er fünf Tore bei und im Jahr darauf krönte er diese Errungenschaft mit dem Erfolg im Europapokal der Landesmeister und kurze Zeit später mit dem Supercup, bei dessen 3:0-Rückspielsieg er gegen den FC Barcelona per Elfmeter ein Tor erzielte. Die insgesamt größte Trefferausbeute hatte er in der Spielzeit 1982/83 mit zehn Ligatoren. Während der Vorbereitung zur Saison 1983/84 brach sich Cowans im August 1983 ein Bein und er musste daraufhin ein komplettes Jahr aussetzen. Zur neuen Spielzeit 1984/85 kehrte er pünktlich zum Ligaauftakt zurück. Er tat sich jedoch schwer damit, die Form aus der Zeit vor seiner Verletzungspause zurückzugewinnen und im Juli 1985 wechselte er für 500.000 Pfund und gemeinsam mit seinem Mannschaftskameraden Paul Rideout zum italienischen Klub AS Bari, der gerade in die Serie A aufgestiegen war.

#### Bari, Birmingham und Blackburn Rovers (1985–1993)
Die drei Jahre in der Hauptstadt Apuliens waren nur mäßig erfolgreich und bereits im ersten Jahr stieg Cowans mit dem neuen Verein auf direktem Weg in die zweite Liga als Vorletzter ab. In den beiden anschließenden Jahren misslangen jeweils die Versuche zur Rückkehr in die Erstklassigkeit und als sein ehemaliger Villa-Trainer Graham Turner die Bereitschaft zu einer erneuten Verpflichtung signalisierte, kehrte dieser im Juli 1988 nach insgesamt 94 Ligaspielen und dabei nur drei Toren für Bari nach Birmingham zurück. Cowans schien zu dieser Zeit bereits „über seinen Zenit hinaus“ zu sein, aber in einer Mannschaft, die gerade erst wieder in die First Division aufgestiegen war, erlebte der Heimkehrer einen „zweiten Frühling“. An der Seite von aufstrebenden Spielern wie David Platt, der seine gute Entwicklung nicht unwesentlich mit den Mentorenfähigkeiten von Cowans begründete, steuerte man über den knappen Klassenerhalt 1989 zu einer überraschenden Vizemeisterschaft 1990 und dies obwohl ihn Turner zu Beginn der Saison 1989/90 noch zwischenzeitlich für vier Ligapartien aussortiert hatte. In der Spielzeit 1990/91 absolvierte er ein fünftes Jahr, ohne in einem Ligaspiel gefehlt zu haben, bevor er im Oktober 1991 unter dem neuen Trainer Ron Atkinson seinen Stammplatz verlor und den Klub in Richtung des aufstrebenden Zweitligisten Blackburn Rovers verließ.
Den Rovers verhalf er mit 26 Einsätzen in der Liga zum Einzug in die Play-off-Spiele, in denen er mit Siegen gegen Derby County und Leicester City den Aufstieg in die neu geschaffene Premier League sicherstellte. In dem von Kenny Dalglish betreuten Team bestritt er in der Saison 1992/93 als Ergänzungsspieler 24 Ligapartien und schoss beim 7:1-Kantersieg gegen Norwich City sein einziges Premier-League-Tor für Blackburn. Rasch war jedoch offensichtlich, dass für ihn keine sportliche Perspektive im ambitionierten Verein, der zwei Jahre später die englische Meisterschaft gewinnen sollte, mehr war und so nutzte er im Juli 1993 ein drittes Mal die Gelegenheit bei Aston Villa anzuheuern.

#### Letzte Stationen (1993–1997)
Seine letzte Spielerperiode bei Aston Villa dauerte nur bis Februar 1994 an. Er kam lediglich in elf Ligaspielen zum Einsatz und nur bei den vier Auftritten im UEFA-Pokal bis zur Zweitrundenniederlage gegen Deportivo La Coruña war eine feste Größe im immer noch von Atkions betreuten Team. Beim Zweitligisten Derby County war er auf Anhieb Stammspieler, bestritt alle 19 abschließenden Ligapartien der Saison 1992/93 und danach die Play-off-Partien gegen den FC Millwall (2:0, 3:1) und im Finale Leicester City (1:2). Nächste Station war ab Dezember 1994 der Zweitligakonkurrent Wolverhampton Wanderers, der für den Transfer die Ablösesumme von 20.000 Pfund aufwendete und damit sein Kreativproblem im Spielaufbau der Mannschaft zu lösen versuchte. Zum Ende der Saison 1994/95 erreichte Cowans im zweiten Jahr in Folge die Entscheidungsspiele zum Aufstieg in die Premier League, scheiterte dort aber bereits im Halbfinale an den Bolton Wanderers (2:1, 0:2).
Kurz vor der Jahreswende 1996/97 wechselte er ablösefrei zum ebenfalls in der zweiten Liga spielenden Sheffield United, absolvierte dort bis zum Ende der laufenden Saison 23 Pflichtspiele und verabschiedete sich nach weiter guten Leistungen in Richtung Bradford City. Dort bestritt er die ersten 17 Spiele, bevor im Rahmen des Kampfes gegen den Abstieg aus der zweiten Liga weitere Kaderverstärkungen zum Verein stießen, die ihn wiederum auf die Ersatzbank verdrängten. Ende März 1997 schloss er sich dann Stockport County an. Bei dem Drittligisten half er im letztlich erfolgreichen Aufstiegskampf mit sieben Ligaeinsätzen eine Verletzungsmisere zu überbrücken, bevor dann Stammspieler Chris Marsden seinen Platz wieder einnahm. Als vertragloser Spieler ging er danach zum FC Burnley und neben neun letzten Pflichtspieleinsätzen bis zum Jahresende 1997 in der dritthöchsten Spielklasse legte er hier seinen Fokus mehr auf die Trainertätigkeiten für die Reservemannschaft.
In der neuen Trainerfunktion kehrte er später erneut zu Aston Villa zurück, arbeitete dort zunächst in der Jugendabteilung, bevor er in der Ära von Gérard Houllier in den Kotrainerstab der ersten Mannschaft aufstieg.

### Englische Nationalmannschaft
Als Mittelfeldakteur, dessen Spielweise sich durch eine hohe Passgenauigkeit und Spielintelligenz auszeichnete, galt Cowans bereits zum Ende 1970er-Jahre als ein geeigneter Kandidat als künftiger Spielmacher der englischen Nationalmannschaft in den 1980ern. Der Durchbruch bei den „Three Lions“ blieb aber aus, was vordergründig mit Glenn Hoddle zusammen hing, der sich als zu große Konkurrenz erwies. Dennoch überraschte es, dass der damalige Nationaltrainer Ron Greenwood den bei Aston Villa sehr gut spielenden Cowans – im Gegensatz zu Tony Morley und Peter Withe – im Vorfeld der WM 1982 in Spanien komplett außen vor ließ und diesen auch bei der Kadernominierung ignorierte.
Erst als Bobby Robson Greenwoods Nachfolge antrat, kam er am 23. Februar 1983 im Wembley-Stadion gegen Wales zu seinem Debüt für die A-Nationalmannschaft. Die Darbietungen beim 2:1-Sieg genügten Robson dann, um ihm eine Aufgabe im Mittelfeld für das bedeutsame Qualifikationsspiel gegen Ungarn zu übertragen. Die Partie endete mit einem 2:0-Erfolg und bei seinem vierten Länderspiel gegen Schottland am 1. Juni 1983 schoss er sein erstes Tor. Als er während einer Australienreise zur Mitte des Monats drei Spiele gegen den Gastgeber innerhalb einer Woche bestritt, schien seine internationale Laufbahn durchzustarten, bevor er sich im Sommer 1983 ein Bein brach und nicht nur die Vereinskarriere ins Stocken geriet. Er war anschließend lange nicht mehr Bestandteil der englischen Nationalmannschaft. Erst im Januar 1986 fand die Karriere des mittlerweile nach Bari gewechselten Cowans mit dem achten Länderspiel eine Fortsetzung. Dabei hatte Trainer Robson während des 4:0-Sieg in Kairo gegen Ägypten jedoch nur vor der WM 1986 in Mexiko experimentiert und obwohl Cowans zwei Monate später gegen die UdSSR noch einmal in der Startelf stand, blieb er in der Mittelfeldhierarchie hinter Akteuren wie Bryan Robson und Ray Wilkins und ein weiteres Mal erhielt keinen Platz im WM-Kader.
Erst fast viereinhalb Jahre später feierte Cowans ein kurzes Comeback in der Partie am 14. November 1990 gegen Irland, nachdem er kurz zuvor wiedererstarkt mit Aston Villa die Vizemeisterschaft gewonnen hatte. Die englische Medienlandschaft beschäftigte sich dabei sogar mit der Frage, ob Robsons Nachfolger Graham Taylor ernsthaft den neuen Superstar Paul Gascoigne zugunsten von Cowans für die anstehenden Qualifikationsspiele auszusortieren beabsichtigte, aber das mühsame 1:1 gegen den Nachbarn schuf wenig Argumente für dieses Szenario und so blieb dieses zehnte Länderspiel für Cowans das letzte.

## Titel/Auszeichnungen
- Europapokal der Landesmeister (1): 1982
- Europäischer Supercup (1): 1982
- Englische Meisterschaft (1): 1981
- Charity Shield (1): 1981
- Englischer Ligapokal (1): 1977